# Monchaux (Quend)
Monchaux is een gehucht in de Franse gemeente Quend in het departement Somme. Het ligt twee kilometer ten westen van het dorpscentrum van Quend, langs de weg naar de badplaats Quend-Plage, die vier kilometer verder westwaarts ligt. Monchaux ligt in het landelijk gebied achter de brede kustduinengordel.

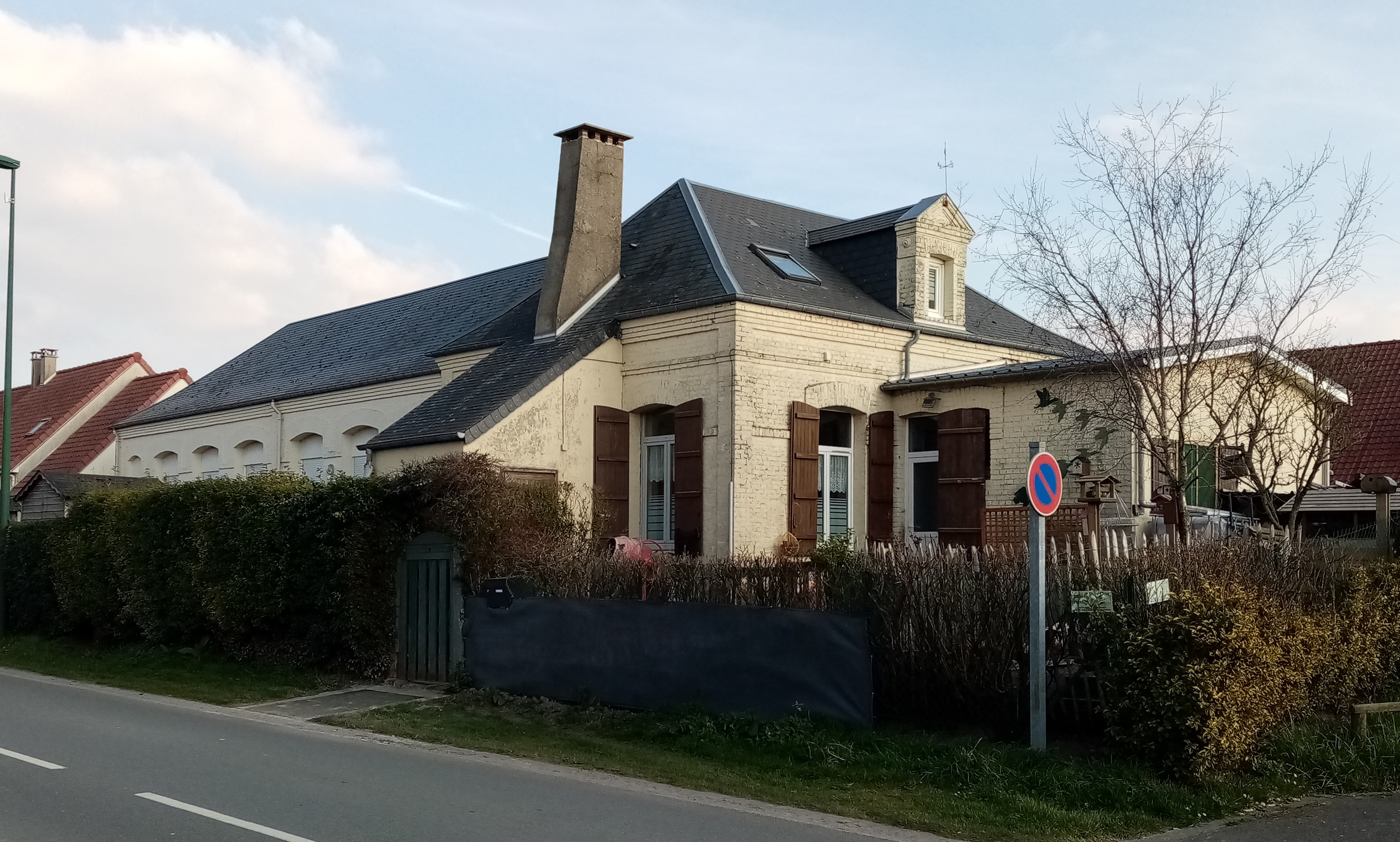
Voormalig schoolgebouw

## Geschiedenis
Oude vermeldingen gaan terug tot 998 als Moncellus; en Moncheaux begin 13de eeuw. Op de 18de-eeuwse Cassinikaart is de plaats aangeduid als Monceaux.
Op het eind van het ancien régime op het eind van de 18de eeuw, toen de gemeenten werden gecreëerd, werd Monchaux ondergebracht in de gemeente Quend.
Op het eind van de 19de eeuw, met de opkomst van het kusttoerisme, werd een weg getrokken van Monchaux richting de Kanaalkust, waar zich geleidelijk van begin 20ste eeuw de badplaats Quend-Plage zou ontwikkelen. In de loop van de 20ste eeuw raakte het gebied ten westen van Monchaux ontwikkeld, met onder meer de verkaveling la Dune Fleurie vanaf het midden van de eeuw, en ook vakantiedomeinen en campings.

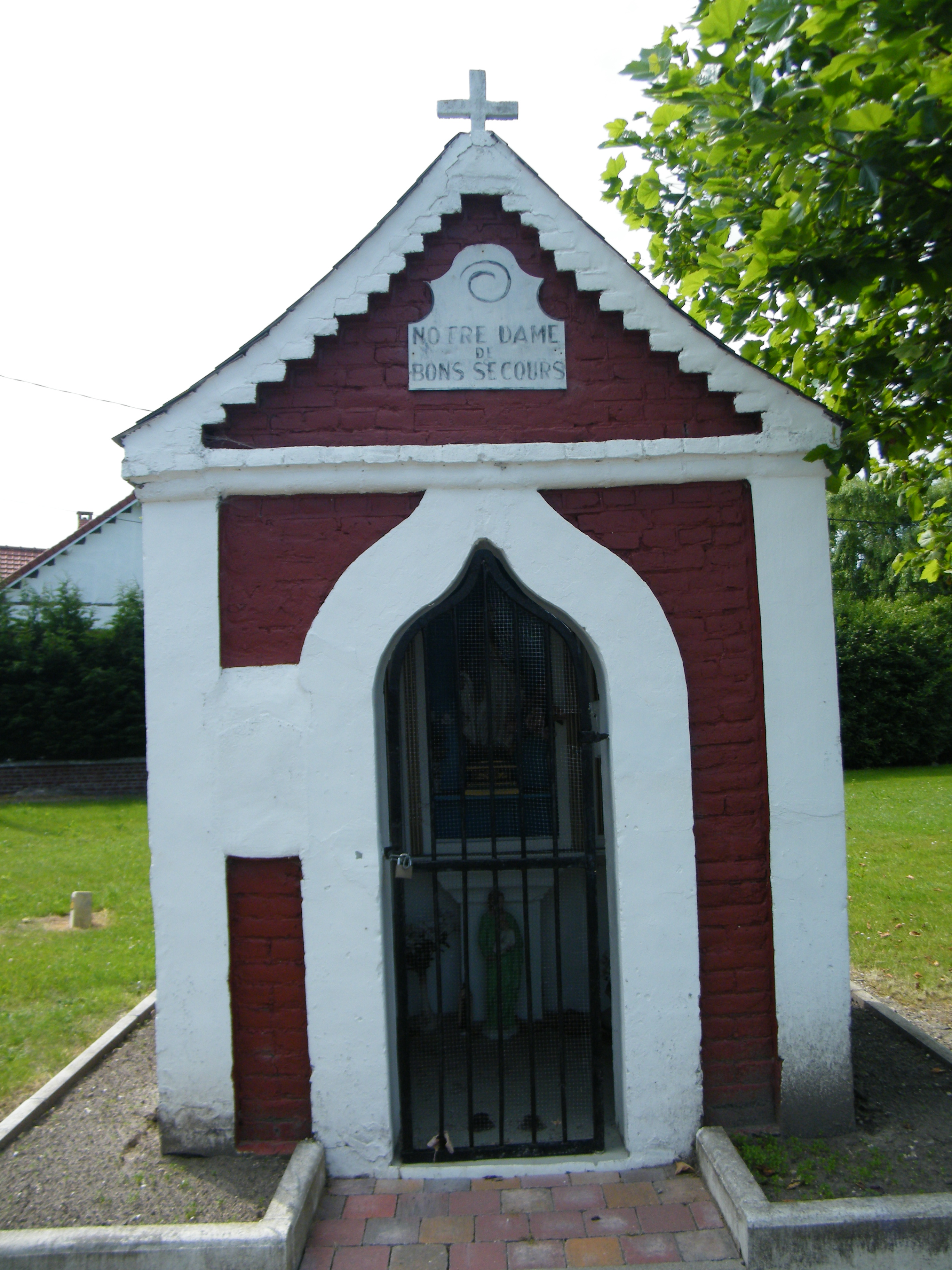
Wegkapel Chapelle Notre-Dame de Bons-Secours

Châteauneuf · la Dune Fleurie · Froise · Monchaux · Quend · Quend-Plage · Routhiauville · Vieux Quend